# Eunidia batesi
Eunidia batesi är en skalbaggsart som beskrevs av Arthur Sidney Olliff 1889. Eunidia batesi ingår i släktet Eunidia och familjen långhorningar.
Artens utbredningsområde är:
- Moçambique.
- Zimbabwe.

Inga underarter finns listade i Catalogue of Life.